# Supermercado Mexia
Supermercado Mexia (ou Mexia Supermarket) foi uma loja de alimentos em Fort Worth, Texas, Estados Unidos, que esteve ativa no final dos anos 90. Entre agosto e setembro de 1999, os proprietários declaram falência e todos os produtos do estabelecimento foram deixados, o estabelecimento foi trancado e a loja foi abandonada em setembro de 1999.
Em outubro, um mês depois, o fornecimento elétrico do estabelecimento foi bruscamente cortado. Por causa do corte de energia, os alimentos foram se estragando e o ambiente virou um espaço propício para bactérias, fungos e insetos.

## Começo
O Supermercado Mexia foi criado pela New Advance Investment Corp. após obter um empréstimo de $975,000 dólares da empresa de serviços financeiros Comerica, a ser pago em 15 anos. Operando na 3900 Hemphill Street, Fort Worth, o edifício de 36.000 pés quadrados era anteriormente o lar de um supermercado com sede em Dallas chamado "Danals Food Stores".
Em algum momento após outubro de 1997, o Mexia surgiu. Segundo o banco de dados listado pela edição de 14 de dezembro de 1998 do Fort Worth Star-Telegram, afirma que os primeiros dados tributáveis do supermercado datam de 5 de outubro, indicando que o estabelecimento abriu suas portas no final de 1998. Devido à falta de rentabilidade e uma dívida de aproximadamente 1,14 milhões de dólares com vários credores, a loja fechou-se e os proprietários começaram a aplicar calote sob os pagamentos do empréstimo já em junho de 1999.
As fontes sobre o encerramento das operações do estabelecimento são duvidosas. A agência multinacional Associated Press declarou que a loja tinha fechado em julho de 1999, enquanto o jornal Fort Worth Star-Telegram disse que tinha fechado no final de agosto. Os vizinhos tinham comunicado a cidade em 15 de setembro de 1999 para informá-los de que a loja tinha fechado, e o departamento de saúde cancelou a vigilância sanitária e a removeu de sua lista de estabelecimentos de alimentos ativos..
New Advance Investment Corp. acolheu-se ao Capítulo 7 da Lei de falências entre 28 ou 29 de setembro daquele ano, com Steven Strange representando à companhia como seu advogado. O banco Comerica converteu-se então no titular de penhor do edifício. Strange foi citado pelo Star-Telegram dizendo que uma série de erros de comunicação levaram a que as condições da loja se convertessem num risco biológico.

## Abandono

A porta principal do supermercado com presença de moscas em suas placas

Strange afirmou que ligou para os advogados do banco para informá-los do pedido de falência, de que a loja tinha sido fechada e que as chaves haviam sido entregues. O Star-Telegram citou-o dizendo que o banco ou o administrador geralmente tomariam medidas para desfazer da propriedade dentro do edifício. Neste caso, no entanto, não o fizeram. Strange disse: Eu realmente não posso dizer o que aconteceu. Aparentemente, a companhia elétrica cortou a energia no dia 18 de outubro e ninguém tinha feito nada desde então.
Outras fontes questionam quando se cortou a eletricidade. O diretor do Departamento de Gestão Ambiental de Fort Worth, Brian Boerner, foi citado pelo Star-Telegram num artigo publicado o 13 de novembro, dizendo: "Há cerca de 60 ou 90 dias, o pessoal da companhia elétrica cortou a energia, e os donos saíram andando".
Devido à série de falhas de comunicação, todos os produtos que permaneciam na loja ao momento de seu fechamento começaram a apodrecer. A quantidade de comida podre dentro da loja atraiu a múltiplas espécies diferentes de insetos, como moscas e baratas, e roedores como ratos. Se a situação tivesse-se manejado, como descreveu Strange, a comida poderia ter ido aos bancos de alimentos da cidade, como o Metroplex Food Bank, que nesse momento, praticamente, estava pedindo doações, e o diretor temia que a organização não pudesse ajudar a servir todas as pessoas necessitadas.

Placa "fechado" do supermercado, com moscas em cima

Em 20 de outubro, inúmeras denúncias feitos pelos moradores nas proximidades do estabelecimento reclamavam do mal cheiro que exalava na vizinhança. Um residente próximo declarou ao The Dallas Morning News que "a cabeça doía só de atravessar a rua perto". Uma vizinha que morava a meia quadra do supermercado relatou ao Star-Telegram que "É muito forte, especialmente quando o vento sopra na nossa direção. Eu contei aos meus filhos que parecia cheiro de animais mortos. No dia em que passei pela calçada, era como se estivesse andando sobre carne podre. Foi terrível".
Em 27 de outubro, a cidade descobriu que a propriedade estava falida e tinha sido entregue a um administrador de falência. O banco Comerica disse à cidade que tinham contratado a um empreiteiro para avaliar a loja e começar a limpar antes de 2 de novembro. Quando o empreiteiro, A Plus Budget Movers, chegou à loja, ficou claro que a empresa não estava qualificada para lidar com a situação. Em 4 de novembro, o banco disse à cidade que não era o proprietário legal do estabelecimento e que não eram responsáveis pela limpeza. Mais de uma semana depois, o Departamento de Saúde de Fort Worth declarou a loja como um perigo para a saúde e a cidade começou a se preparar para a limpeza.

## Limpeza

O agente do Departamento de Gestão Ambiental de Fort Worth, Jimmy McClurg, em frente ao Supermercado Mexia

Depois, o Departamento de Saúde associou-se com o Departamento de Gestão Ambiental da cidade para limpar a loja. Também contrataram empreiteiros de Garner Environmental para ajudar com a limpeza.
Em declarações ao Fort Worth Star-Telegram, Boerner disse: "Temos moscas, ratos e outros bichos vivendo lá. Não é só pelos animais, mas pelas doenças que eles podem carregar". Mais tarde ele diria: "Trabalho com isso há 14 anos, essa é a primeira vez que vejo algo assim. Pense no que está ali há 90 dias — frutas, laticínios, carnes... é difícil até de imaginar.".
Durante o fim de semana de 13 à 14 de novembro, o estabelecimento de 1.700 m² foi fumigado. Estava previsto que a limpeza começasse no dia 15 de novembro. No entanto, foi adiado até o dia seguinte para coletar amostras de ar do interior do edifício exigido pelo governo federal para analisá-los e garantir a segurança dos trabalhadores. Esta precaução foi tomada devido ao volume de produtos químicos utilizados durante a fumigação para exterminar moscas, vermes, ratos e baratas e para erradicar ou reduzir as doenças causadas por alimentos em decomposição.
As doenças que cresceram na loja incluíram Escherichia coli, que o porta-voz da cidade, Pat Svacina, disse que era "abundante, ativa e em crescimento" quando os trabalhadores entraram pela primeira vez no edifício em 3 de novembro. Nesse dia, um especialista em gestão ambiental também detectou "gases perigosos e [um] baixo nível de oxigénio no interior da loja".
Com medidas de segurança adicional, os trabalhadores deviam usar trajes NBQ completos com sistemas de filtragem de ar e serem descontaminados cada vez que saíssem do estabelecimento.
Os trabalhadores usaram carregadores frontais e pás para recolher a comida podre e qualquer material líquido resultante da mesma que havia na loja, que depois transferiram para grandes recipientes de lixo selados. Ao limpar a loja, os trabalhadores sentiram-se aliviados ao descobrir que a maioria dos produtos perecíveis tinham sido empacotados em plástico ou em contêiners, o que fez com que a limpeza fosse mais fácil do esperado inicialmente.
Outra preocupação era que quando o dono saiu, eles tinham simplesmente deixado os cortes de carne pendurados no freezer. No entanto, em 16 de novembro foi descoberto que não era o caso. Isso permitiu que os trabalhadores simplesmente pegassem com suas pás carne bovina, salsicha, frango, porco e outras carnes embaladas e as colocassem em sacos de resíduos perigosos que seriam jogados na pá de um carregador frontal. O carregador frontal depositaria os sacos e outros resíduos em contêineres de lixo, que depois seriam levados para um aterro local.
Em 23 de novembro, todos os produtos alimentícios foram retirados do estabelecimento e o final da operação de limpeza estava previsto para 26 de novembro. Apesar disto, a higienização do supermercado não se completou até 30 de novembro.
O custo inicial da limpeza estimou-se em $10.000 dólares, mas aumentou rapidamente. Svacina declarou ao Star-Telegram em 23 de novembro que "Na semana passada, disseram que os custos se acumulavam entre $5000 e $8000 por dia. Seria uma quantidade substancial de dinheiro, bem mais de $10.000". Desconhece-se quem pagou a fatura da limpeza, como a fonte final, a referência do custo dizia que "A cidade afirma que alguém pagará a limpeza, que é estimada em dezenas de milhares de dólares, ou a cidade irá impor um imposto sobre a propriedade".

## Sequelas
Dez vendedores retiraram seus bens recuperáveis da loja, como máquinas de refrigerante e caixas registradoras, por volta de 23 de novembro. No entanto, devido às condições dentro da loja, nenhum dos alimentos pode ser recuperado, nem sequer os produtos enlatados. Svacina disse sobre isto: "Esses produtos enlatados estavam cobertos de bactérias e essas coisas. Mesmo se entrarmos lá e passarmos pelo processo de limpeza, não há como desinfetá-los e garantir que alguém não fique doente".
Na tarde de 9 de dezembro, foi realizada uma reunião entre funcionários da cidade e moradores sobre o Supermercado Mexia. Embora a desinfecção do estabelecimento foi concluída em 30 de novembro, os funcionários disseram durante a semana de 9 de dezembro que "o mau cheiro persistia".
O prédio foi substituído pela Terry's Mart e, durante 2016, por um estabelecimento Family Dollar. Para 2022, a loja se tornará um unidade do Dollar General e uma loja de repostos para automóveis.

## Mídia perdida
O incidente atraiu atenção da mídia, com cobertura publicada na edição de 14 de novembro de 1999 do The Victoria Advocate, detalhando o plano de limpeza. Algumas reportagens foram exibidas na televisão. Segundo relatos de usuários da comunidade Lost Media, essas reportagens incluíam filmagens das janelas do supermercado cobertas de baratas, cenas de alimentos em decomposição infestados por insetos e roedores, e até registros de invasões ao local.

Pequeno panorama do interior do supermercado Mexia, registrado em novembro de 1999; Cuja imagem foi exibida no documentário O Mundo Sem Ninguém

Por anos, o caso permaneceu obscuro fora de Fort Worth até que cenas foram reaproveitadas no episódio A Última Ceia, do documentário O Mundo Sem Ninguém, transmitido pelo canal History em 26 de janeiro de 2010. O episódio especula sobre o destino dos alimentos se a humanidade desaparecesse, usando o Mexia Supermarket como estudo de caso. Imagens mostravam um walkthrough completo do interior da loja e parte da equipe de limpeza em ação. Segundo um dos operários, a gravação foi feita por funcionários da cidade de Fort Worth. No entanto, as fitas originais, sem cortes, acabaram se tornando mídia perdida.
Em 2023, o pesquisador MacHale investigou o paradeiro das gravações originais após assistir a um video sobre o caso. Com base nos créditos do documentário, ele descobriu que os arquivos foram fornecidos pelo Departamento de Gestão Ambiental de Fort Worth. Em contato com o então supervisor Anthony Williams, foi revelado que as gravações eram de autoria de Jimmy McClurg, que já faleceu. Williams afirmou que, apesar das buscas, os arquivos não foram encontrados nos sistemas digitais da cidade, possivelmente extraviados durante mudanças internas no departamento.
MacHale então entrou em contato com a Universidade do Norte do Texas, que confirmou por meio de um livro de registros que gravações foram feitas em 16 de novembro de 1999. Contudo, os materiais nunca foram digitalizados, e a universidade não oferece mais esse tipo de serviço. Ainda assim, acredita-se que alguma cópia possa existir nos arquivos físicos da instituição.

Uma folha de Fort Worth-Star-Telegram datado de 13 de novembro de 1999, relatando as denúncias dos vizinhos sobre mau cheiro e o começo da operação

Brian Boerner, ex-funcionário da prefeitura, revelou que a gravação foi feita com uma câmera VHS doméstica e que, quando o material foi solicitado pela produção de O Mundo Sem Ninguém, já se encontrava muito deteriorado. Apenas trechos curtos puderam ser utilizados. MacHale também encontrou fotos externas do supermercado em arquivos de jornais digitalizados e compartilhou esse conteúdo com membros da comunidade Lost Media, auxiliando na verificação de fontes. Ele também contatou o fotógrafo Ron Jenkins, cujas imagens do processo de limpeza foram localizadas posteriormente no acervo da Universidade do Texas em Arlington. Cópias dessas fotos foram obtidas em fevereiro de 2024 por membros da comunidade e compartilhadas online.
Pesquisas adicionais revelaram registros de reportagens nos arquivos da emissora KXAS-NBC 5 News. Os logs incluem matérias como “Mexia Food” e “Foul Food-Mexia” (16 de novembro de 1999), uma reunião comunitária em 9 de dezembro, e uma reportagem sobre o desperdício de alimentos não doados aos bancos de alimentos.
Em 19 de junho de 2025, um usuário do TikTok chamado "Juice" publicou um vídeo com filmagens feitas por seus pais em 26 de novembro de 1999, passando de carro pelo supermercado. O vídeo também incluía B-roll sobre um assassinato ocorrido em 1994, quando o prédio ainda se chamava Danals.
No mesmo mês, um usuário do Discord chamado "Ash" solicitou com sucesso a digitalização das fitas da emissora KXAS-TV pela Universidade do Norte do Texas. MacHale forneceu uma lista de segmentos de interesse a partir dos logs da emissora. Os usuários "Swift" e "p2bby" acompanharam o processo em contato direto com a universidade. Em 9 de julho, o usuário "KongMNG" publicou um vídeo com novas fotos tiradas em 3 de novembro de 1999, quando os primeiros agentes hazmat chegaram ao local — obtidas por e-mail diretamente com o departamento ambiental.
No dia 15 de julho, o usuário "Biscuit_numbers" localizou clipes da KTVT no site Footage.net, fornecidos pelo CONUS Archive, cujos metadados indicam que estavam online desde 2012. Por fim, em 18 de julho de 2025, "Biscuit" compilou todos os clipes encontrados da KXAS e CONUS em um vídeo que foi publicado online.